# Paratext
Paratext (von altgriechisch παρα- para-, deutsch ‚neben‘) bezeichnet Textsorten oder Textelemente, die einen Text begleiten oder ergänzen und seine Rezeption steuern, und zwar als Maßnahme des Autors selbst oder fremde Unterstützung seiner Intentionen. Der Begriff wurde vom französischen Literaturtheoretiker Gérard Genette 1987 für literarische Werke entwickelt, wurde von ihm selbst und weiterer Forschung zu Intertextualität auf Werke anderer Medien ausgedehnt.

## Peritext und Epitext

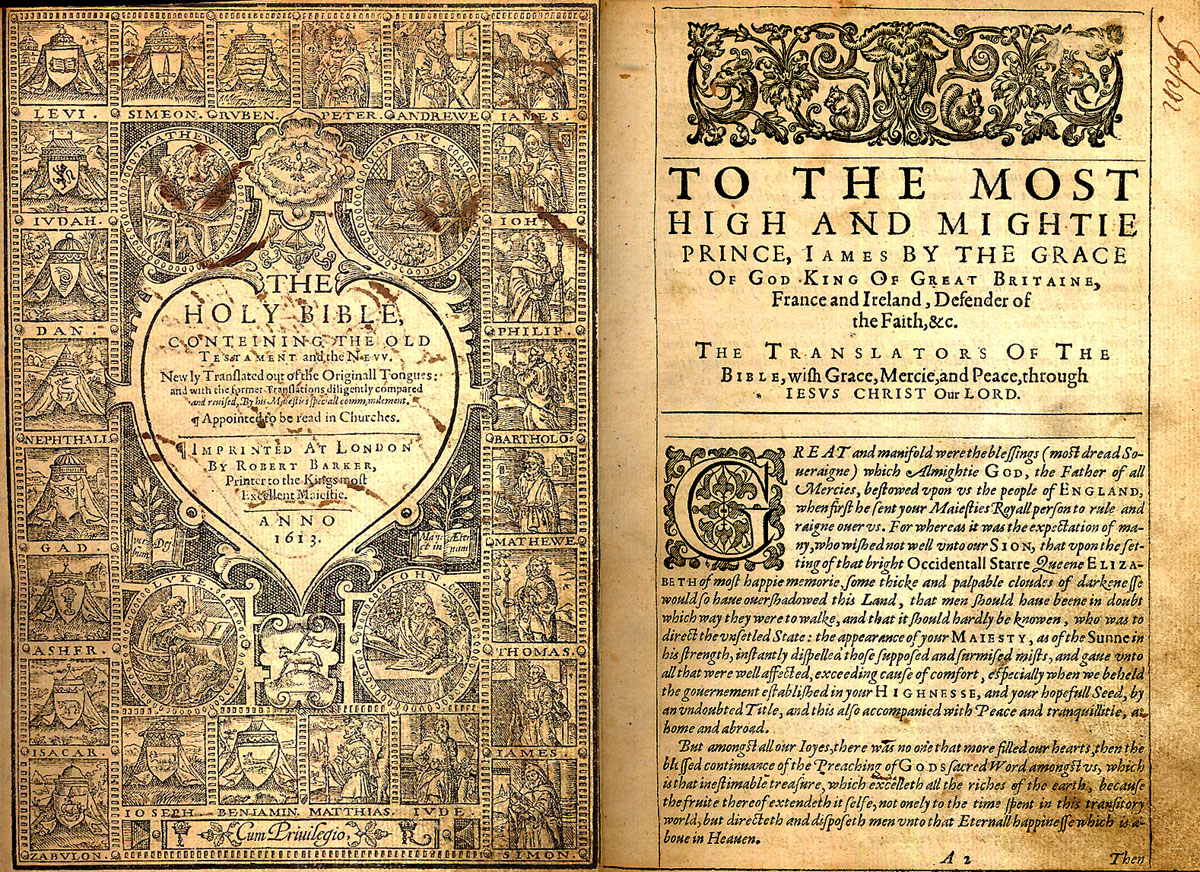
Titelblatt und Widmung aus der King-James-Bibel 1613, gedruckt von Robert Barker.

Paratext wird nach dem in der medialen Präsentation gegebenen materiellen Bezug zum Basistext in Peritext und Epitext unterschieden:
- Peritext ist Paratext, der mit dem Basistext materiell verbunden ist und seine öffentliche Präsentation im Sinne des Autors wesentlich mitbedingt, als eigene Hinzufügung des Autors oder lenkende Maßnahme vermittelnder Helfer (Herausgeber). Bei einem Buch handelt es sich unter anderem um das Titelblatt, ggf. mit Verfasser- und Gattungsangabe, Frontispiz, um Zutaten wie Widmung, Danksagung, formeller Klageabwehr (auch ironischer Art),[1] Motto, Vor- oder Nachwort sowie gliedernde und inhaltserschließende Mittel wie Zwischenüberschriften, Inhaltsverzeichnisse und Register. Im Sinne eines erweiterten Werkbegriffs wird er auch als werkinterner Paratext bezeichnet.

- Epitext ist in diesem Sinne werkexterner Paratext, der separat vom Basistext zirkuliert, aber nachträglich auch in den Peritext in Form von Anhängen oder Begleitmaterialien eingefügt werden kann und es dem Autor oder seinen Vermittlern ermöglicht, die Rezeption des Werks auch unabhängig von dessen eigentlicher Präsentation noch zusätzlich zu steuern. Dazu gehören zum Beispiel Interviews, Briefe und Tagebucheintragungen des Autors,  Autorenporträts oder Texte der Verlagswerbung.

Im Sinne der Formel Peritext + Epitext = Paratext ist bei Genette durch beide Unterbegriffe der Oberbegriff Paratext vollständig abgedeckt und auch kein Peri- oder Epitext vorgesehen, der nicht zugleich Paratext ist.

## Paratext und Auktorialität
Bei Genette ist die Zugehörigkeit zum Paratext daran gebunden, dass dieser vom selben Verfasser wie der Basistext stammt oder als allographer (von fremder Hand stammender) Text die Intentionen des Autors zumindest unterstützt, und zwar im Rahmen dessen, was ein Autor „von einem normalen Dritten als Gefälligkeit – die kaum über ein Vorwort hinausgeht – erwarten oder erhoffen kann“. Kommentierende Rand-, Fuß- oder Endnoten Dritter, die textphilologische Anführung vom Autor verworfener Entstehungsvarianten oder selbstständige wissenschaftliche Kommentare Dritter haben nach diesem Ansatz nicht den Status der Paratextualität, sondern den der  Metatextualität.
Die hermeneutischen und Abgrenzungsprobleme, die sich durch den Rekurs auf die Intention des Autors und den Begriff des ‚normalen Dritten‘ ergeben, haben allerdings zu kritischen Einwänden geführt. Eine heute weit verbreitete, in der Extension erweiterte Begriffsverwendung vernachlässigt die auktoriale Intentionalität oder Erwartbarkeit als definitorisches Kriterium weitgehend und bezieht in der Tendenz alles das in den Begriff des Paratextes ein, was die Präsentation eines Basistextes begleitet, formt und dessen Rezeption lenkt.

## Kritik des semiotischen Modernismus
Umberto Eco kritisiert in seinem Aufsatz „Das Meisterwerk eines Unbekannten“ Gérard Genettes diskursive Einführung und Durchsetzung der modischen Begriffstrias Paratext/Peritext/Epitext für verbreitete bibliophile Phänomene des sechzehnten bis achtzehnten Jahrhunderts. Schon Zeitgenossen hätten sich mit paratextuellen Exzessen parodistisch und analytisch beschäftigt. Eco beschreibt z. B. das Werk des Autors Thémiseul de Saint Hyacinthe, das in der Ausgabe von 1745 „ein populäres Liedchen von vierzig Zeilen“ mit einem Paratext von mehr als 600 Seiten in parodistischer Absicht veröffentlicht. Diese verbreitete Praxis, die „Sache an sich“, werde aber von Genette nicht weiter untersucht.